# Isopontonia platycheles
Isopontonia platycheles is een garnalensoort uit de familie van de Palaemonidae. De wetenschappelijke naam van de soort is voor het eerst geldig gepubliceerd in 1982 door Bruce.